# Lagoa d'Anta
Lagoa d'Anta est une municipalité brésilienne située dans l'État du Rio Grande do Norte.